# Streptozocin
Streptozocin, auch Streptozotocin (STZ) [Handelsname: Zanosar (CH)], ist eine zu den Substanzklassen der Glucosamine und der Nitrosoharnstoffe gehörende und natürlich vorkommende chemische Verbindung, die spezifisch toxisch für die insulinproduzierenden Betazellen in den Langerhansschen Inseln der Bauchspeicheldrüse ist. Therapeutisch dient es als Zytostatikum zur Behandlung von als Insulinomen bezeichneten Tumoren der Betazellen. In der experimentellen Medizin wird es in der Diabetesforschung zum Auslösen eines Diabetes mellitus in Versuchstieren genutzt.

## Eigenschaften und Wirkung
Streptozocin ist ein weißes bis hellgelbes Pulver. Hinsichtlich seiner chemischen Struktur enthält es Methylnitrosoharnstoff gebunden an die C2-Position von Glucose. Es zählt damit zur Substanzklasse der Nitrosoharnstoffe und wirkt wie einige andere vergleichbare Substanzen alkylierend. Das heißt, dass es einen Einbau von Alkylgruppen in die DNA bewirkt, wodurch die Zellteilung unterbunden wird. Eine Schädigung der DNA durch die Generierung freier Radikale wird ebenfalls als Wirkmechanismus diskutiert. Streptozocin ist damit mutagen (erbgutverändernd) und krebserregend.
Die selektive Wirkung auf die Betazellen beruht darauf, dass Streptozocin aufgrund der Glucosestruktur durch den Glucosetransporter GLUT2, der in hoher Dichte in der Membran von Betazellen vorkommt, in das Zellinnere transportiert wird. In der Zelle erfolgt eine Spaltung zwischen dem Glucoseanteil und dem Methylnitrosoharnstoff, der für die DNA-schädigenden Wirkungen verantwortlich ist.

## Anwendung
Die therapeutische Anwendung von Streptozocin ist aufgrund der damit verbundenen Risiken auf die Behandlung von Insulinomen beschränkt, die nicht operativ entfernt werden können. In betroffenen Patienten können durch die Behandlung die Tumorgröße und damit die mit der exzessiven Insulinproduktion des Tumors verbundenen Symptome wie beispielsweise das wiederholte Auftreten von Unterzuckerungen verringert werden. Die Anwendung erfolgt durch intravenöse Injektion über mehrere Tage, mit bedarfsentsprechender Wiederholung nach vier bis sechs Wochen.
Im Rahmen der experimentellen Anwendung zur Induktion eines Diabetes mellitus in Versuchstieren hat sich Streptozocin gegenüber früher verwendeten Substanzen wie Alloxan oder Steroiden weitestgehend durchgesetzt. Seine Verwendung ist jedoch durch die Verfügbarkeit verschiedener spontandiabetischer Tiermodelle, wie beispielsweise der BB-Ratte oder NOD-Maus, ebenfalls zurückgegangen. Je nach zu untersuchender Fragestellung kann durch Einmalgabe einer entsprechenden Dosis ein akuter insulinpflichtiger Diabetes ebenso ausgelöst werden wie ein dem menschlichen Typ-1-Diabetes ähnlicher Autoimmunprozess durch mehrfache Gabe subakuter Dosen. Durch Behandlung von Versuchstieren unmittelbar nach der Geburt ist auch die Induktion eines nicht-insulinpflichtigen Diabetes mellitus möglich.

## Historische Informationen
Streptozocin wurde 1956 als antibiotisch wirkende Substanz von Wissenschaftlern der Firma Upjohn in einem Stamm des Bodenbakteriums Streptomyces achromogenes gefunden. Ein Patent wurde 1959 beantragt und im März 1962 erteilt. Mitte der 1960er Jahre wurde die selektive toxische Wirkung gegen die Betazellen in den Langerhansschen Inseln der Bauchspeicheldrüse entdeckt. Dies führte bereits kurz danach zur Anwendung in der experimentellen Diabetesforschung, um in Versuchstieren gezielt einen Diabetes mellitus hervorzurufen.
Zur gleichen Zeit begannen auch erste Untersuchungen zur klinischen Anwendung zur Behandlung von insulinproduzierenden Tumoren der Bauchspeicheldrüse. Weitere Untersuchungen am National Cancer Institute führten 1982 zur Zulassung als Medikament durch die amerikanische Zulassungsbehörde Food and Drug Administration (FDA). Die Firma Upjohn, die später im Rahmen mehrerer Übernahmen in den Besitz der Firma Pfizer gelangte, vermarktete Streptozocin unter dem Handelsnamen Zanosar®. Seit Ablauf des Patentschutzes ist es als Generikum verfügbar.